# 蘇耀国
蘇 耀国（そ ようこく、1979年9月11日 - ）は囲碁のプロ棋士。中華人民共和国広東省広州市生まれ。日本棋院東京本院所属、九段。敖立テイ四段門下。
2003年、第37回棋道賞勝率第一位賞受賞。

## 概要
1991年来日。日本棋院院生となる。当時の院生には張栩（元五冠王）・山下敬吾（元棋聖）・溝上知親・秋山次郎（4人とも現九段）がいた。張栩とは親しいことでも知られている。その張栩とともに研究し、ブラックホールと呼ばれる新布石を開発し、NHK杯などでその布石を用いて話題を呼んだ。張によれば普段はイタズラとケンカばかりしてるヤンチャ坊主だったがいざ碁盤に向かうとその溢れんばかりの才能に驚かされたという。1994年入段。張栩と同期入段になった。
2003年、新人王戦で優勝。
2004年、本因坊リーグ入り。定員の半分（4人）が入れ替えとなる本因坊リーグに、毎期残留もしくは陥落即復帰を果たし、2009年まで連続5期在籍。この間、4勝3敗と勝ち越しながらのリーグ陥落も3回経験している。2009年は、序列と勝敗数が同一の張栩と残留プレーオフを打ち、敗れ陥落している。
2007年には本因坊戦挑戦者決定戦（プレーオフ）に進出するも、依田紀基に敗れる。その後棋聖戦では最終予選決勝で32期（2008年）、35期（2011年）と敗れリーグ入りを逃している。
2014年10月、九段昇段直後に囲碁関係のアマと結婚。その翌月の11月6日には、山田規喜を降し、名人戦リーグ入りと吉事が続いた。
2016年8月、第41期棋聖戦Aリーグで2位になりにSリーグ昇格。
2017年9月、第42期棋聖戦Sリーグで6位となり降格。

## 昇段履歴
- 1991年院生
- 1994年 入段
- 1994年 二段
- 1995年 三段
- 1996年 四段
- 1997年 五段
- 1999年5月 六段
- 2001年5月 七段
- 2005年9月 八段（勝ち星規定による）
- 2014年10月14日 九段（勝ち星規定による）[8]

## 主な戦績

### タイトル
- 新人王戦 （第28期、2003年）

### その他の棋歴
- 棋聖戦四段戦優勝 1997年
- NEC俊英囲碁トーナメント戦準優勝 1999年
- 幽玄杯精鋭リーグ戦優勝 2011年
- 第1回台日精鋭プロ囲碁選手権優勝 2008年
- 本因坊リーグ5期